# Valtteri Bottas
Valtteri Viktor Bottas (pronunciación en finés: ˈʋɑltːeɾi ˈbotːɑs, Nastola, Finlandia; 28 de agosto de 1989), más conocido como Valtteri Bottas, es un piloto de automovilismo finlandés. Debutó en Fórmula 1 en 2013 con el equipo Williams, donde se mantuvo hasta 2016. Entre 2017 y 2021 compitió para Mercedes, donde obtuvo sus mejores resultados en el campeonato, que son dos subcampeonatos en 2019 y 2020, y tercero en 2017 y 2021, también resultó cuarto con Williams en 2014. En 2022 y 2023 fue piloto de Alfa Romeo, y tras una reestructuración del equipo fue piloto de Kick Sauber en 2024. En 2025 volvió al equipo Mercedes como piloto reserva, así como ocupando la misma función en McLaren.
Bottas es el trigésimo primer piloto con mayor número de victorias en la historia de la categoría con diez grandes premios ganados y el décimo piloto con más podios: 67, el decimosexto con más poles igualado con Damon Hill: 20, y también el decimosexto con más vueltas rápidas: 19.
También participa en carreras ciclistas a nivel profesional, clasificándose en el Swartberg 100 Gran Fondo para el Campeonato Mundial de Ciclismo en Grava de 2024.

## Carrera

### Inicios
Bottas ganó en 2008 la Eurocopa de Fórmula Renault y la Copa NEZ de Fórmula Renault. De este modo, repitió la hazaña de Filipe Albuquerque, el cual ganó el NEC y la Eurocopa en la misma temporada, en 2006.
Bottas también ganó en 2007 la Fórmula Renault Winter Series del Reino Unido. Ganó tres de las cuatro carreras en el campeonato.
Subió a la Fórmula 3 Euroseries para la temporada 2009 y compitió con el vigente campeón ART Grand Prix. A pesar de no ganar ninguna carrera, Bottas estableció dos poles y acumuló seis segundos puestos en 20 carreras en su camino al tercer puesto en el campeonato, superando a Alexander Sims en la última carrera. En junio de 2009, Bottas ganó el Masters de Fórmula 3, que también consiguió la pole y marcó la vuelta rápida de la carrera.
En 2010, el finlandés continuó corriendo para ART en la Fórmula 3 Euroseries. Obtuvo dos victorias y ocho podios en 18 carreras, de modo que repitió el tercer puesto en la tabla general. Al ganar de nuevo el Masters de Fórmula 3 en 2010, se convirtió en el primer piloto en ganar el título en el Masters F3 por segunda vez.
Al año siguiente, Bottas se convirtió en el piloto de pruebas del equipo Williams de Fórmula 1.
En 2011, participó en la GP3 Series, continuando en la escudería ART. Esa misma temporada gana el campeonato a falta de una carrera por disputarse, acumulando cuatro victorias y siete podios en 16 carreras.

### Fórmula 1

#### Williams (2013-2016)

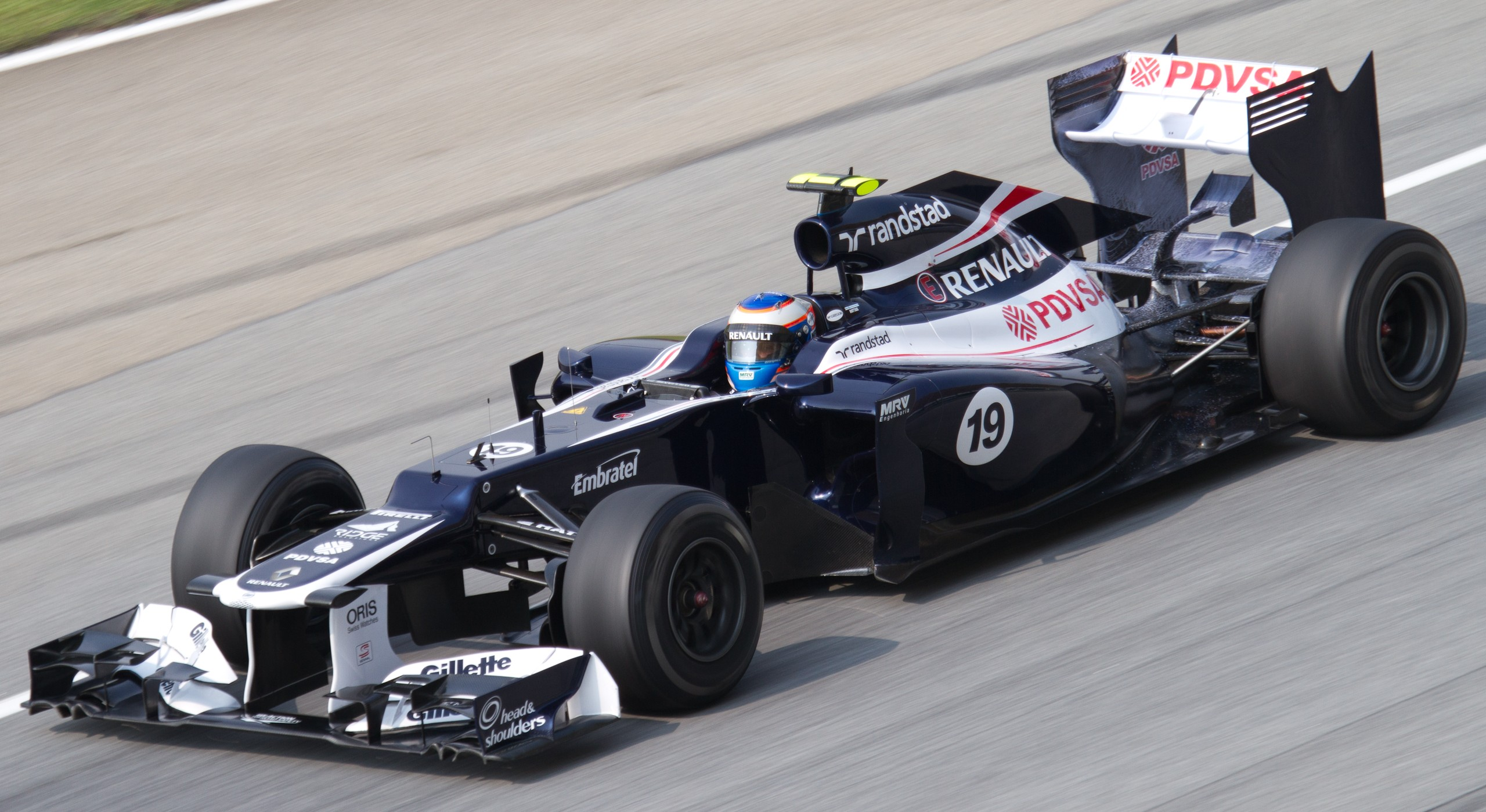
Bottas en la Fórmula 1 de 2012.

En la temporada 2012 del Mundial de Fórmula 1 es anunciado nuevamente como probador de Williams, sin competir en otra categoría. Debuta en los entrenamientos libres del Gran Premio de Malasia al volante del Williams FW34. Queda 11.º, por delante de Pastor Maldonado; y también participa en los libres de otros 14 GGPP siguientes, acumulando experiencia para intentar dar el salto a piloto titular.

El 28 de noviembre de 2012, Williams confirmó oficialmente que Bottas sería piloto titular en 2013 en reemplazo del brasileño Bruno Senna. Sin embargo, tuvo un año difícil debido al bajo rendimiento del FW35, con el que su mayor logro al comienzo fue terminar 11.º en Sepang. Más tarde dio la sorpresa al clasificar en una excelente 3.ª plaza en Montreal, pero en carrera no pudo aguantar el ritmo y finalizó 14.º. Finalmente, logra sus primeros puntos al terminar 8.º en Austin tras salir desde la 9.ª plaza, lo que le permitió finalizar el campeonato por delante de su compañero de equipo Pastor Maldonado.

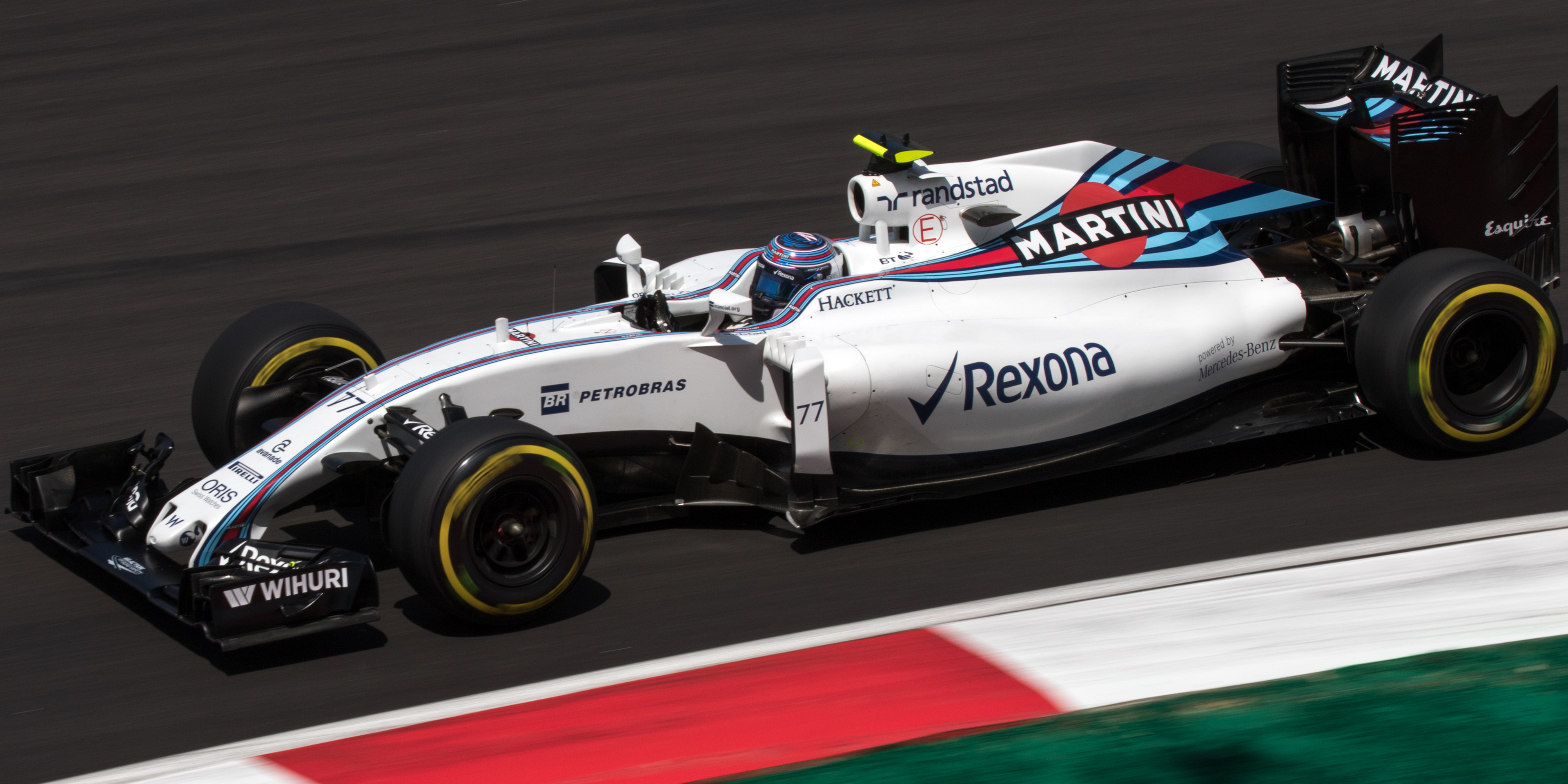
Bottas en el Gran Premio de Malasia de 2016.

El 11 de noviembre de 2013, se anuncia su continuidad en la escudería británica para 2014, teniendo a Felipe Massa como nuevo compañero de equipo. Comenzó puntuando en las 5 primeras carreras de forma consecutiva, aunque algunos errores propios y del equipo le privaron de lograr mejores registros. Logró tres podios consecutivos en el Gran Premio de Austria, en Gran Bretaña y Alemania. En este último fue cuando realmente se empezó a elogiar el trabajo que estaba realizando Bottas, ya que consiguió finalizar segundo al defenderse ante el rapidísimo Mercedes de Lewis Hamilton, que acabó justo detrás de él. Luego resultó tercero en Bélgica, Rusia y Abu Dabi, así como cuarto en Italia. El finlandés terminó cuarto en la clasificación general, por delante de los campeones mundiales Fernando Alonso y Kimi Räikkönen de Ferrari, Sebastian Vettel de Red Bull y Jenson Button de McLaren, entre otros pilotos. En el transcurso del campeonato había sido renovado para 2015.
Al comienzo de 2015, un problema de espalda le privó de tomar la salida en el GP de Australia, pero luego no bajó de la 6.ª posición en las 4 carreras siguientes. Obtuvo su primer podio del año en Canadá, donde fue 3.º. El 3 de septiembre de 2015, vuelve a ser confirmado en Williams para el año próximo. El finlandés conseguiría otro podio en el retorno del Gran Premio de México, cerrando el año en quinta posición con 136 puntos .
Para 2016, el rendimiento del coche no era de la talla o superior a sus antecesores y tanto Valtteri como Felipe Massa, estuvieron muy lejos de los puestos de punta. El finés conseguiría el único podio del año para Williams en Canadá, aprovechando los incidentes que ocurrieron, tales como el de Nico Rosberg con Lewis Hamilton en la primera curva, que hizo perder posiciones al piloto alemán, el abandono de su compañero por problemas en el motor, etc.

#### Mercedes (2017-2021)

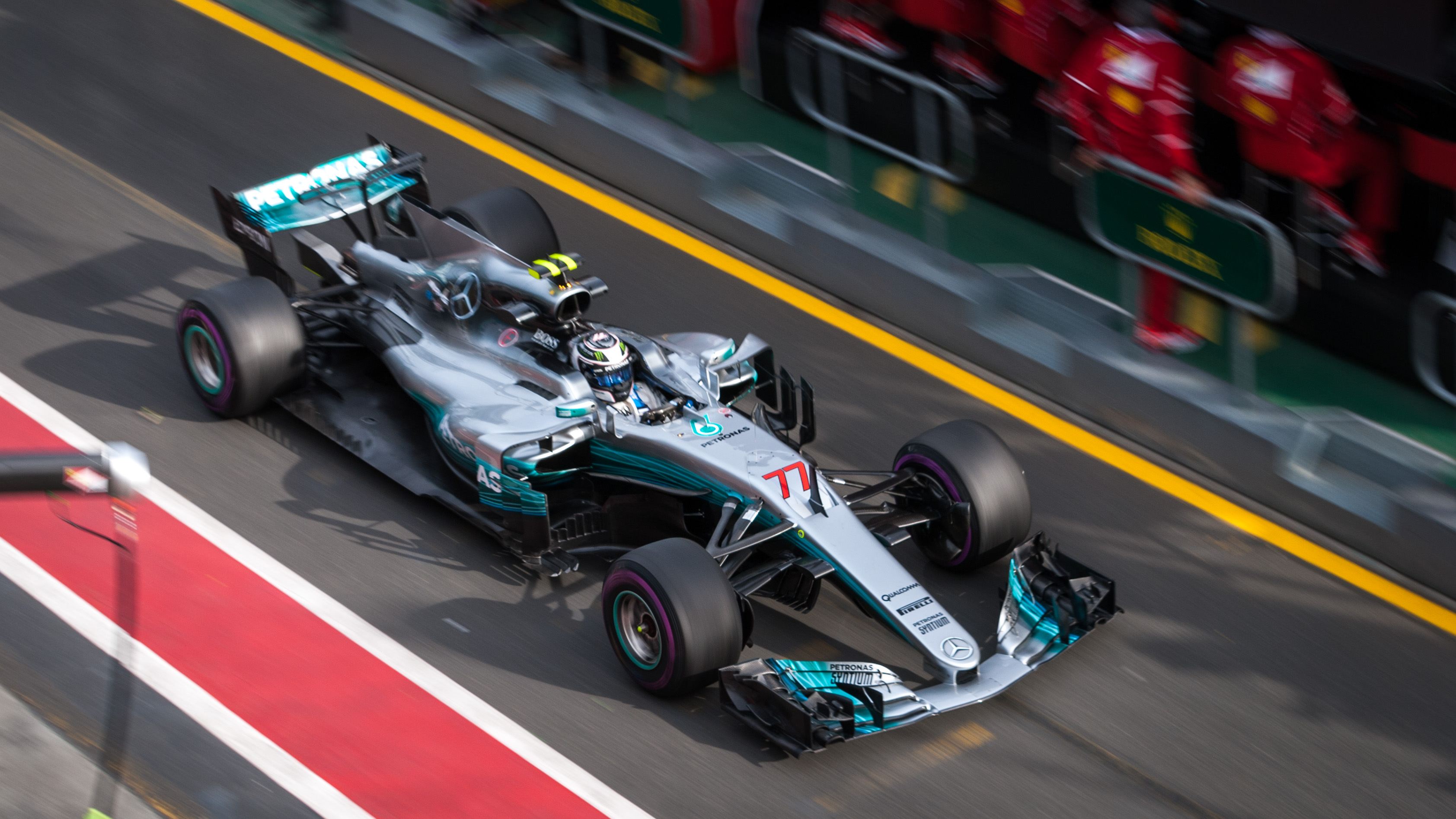
Bottas en el Gran Premio de Australia de 2017, en su primera carrera con Mercedes.

Tras la inesperada retirada de Nico Rosberg en la escudería Mercedes AMG, Bottas fue confirmado como piloto titular del equipo para la temporada 2017, teniendo a Lewis Hamilton como compañero. Su primera victoria fue en el GP de Rusia, y posteriormente también ganó en el GP de Austria y el GP de Abu Dabi. Con 13 podios en 20 carreras, el finlandés culminó tercero en el campeonato, por detrás de Hamilton y Vettel.
En 2018, Bottas renovó con Mercedes por un año. Esa temporada no logró ninguna victoria y terminó en el quinto puesto del campeonato. Hamilton fue el campeón, seguido de Sebastian Vettel, Kimi Räikkönen, Max Verstappen y el propio Bottas. Sus oportunidades más claras de victoria estuvieron en el Gran Premio de Azerbaiyán, en el cual era líder hasta que tuvo una pinchadura a falta de unas pocas vueltas, y en el Gran Premio de Rusia, donde debió ceder la victoria a su compañero por órdenes del equipo. Logró el récord de mayor número de segundos puestos sin haber ganado en una temporada: 7.
El equipo le renovó por un año más, y en la primera carrera de la temporada, el GP de Australia, el finlandés volvió a la victoria. Clasificó segundo detrás de Hamilton, pero tomó la punta de la carrera en la primera curva y ganó liderando casi la totalidad de las vueltas. El equipo Mercedes ganó las ocho primeras carreras de la temporada. Seis victorias fueron para Hamilton y dos para Bottas, quien ganó por segunda vez en el GP de Azerbaiyán. En esta carrera, largó desde la pole position y triunfó sobre Hamilton. En la siguiente carrera fue segundo, siendo el quinto 1-2 consecutivo de Mercedes. El resultado de doblete para el equipo se repitió otras cuatro veces. El finlandés volvió a la victoria en dos ocasiones más a fin de año: Japón y Estados Unidos.
Valtteri Bottas terminó la temporada 2019 en el segundo lugar del campeonato con 326 puntos, la temporada más exitosa de su carrera hasta la fecha. Logró cuatro victorias, 15 podios, cinco poles y tres vueltas rápidas. Mientras que Lewis Hamilton logró 11 victorias y sumó 413 puntos.
En 2020 compitió en 17 carreras y obtuvo 2 victorias, un total de 223 puntos terminando de nuevo la temporada en segundo lugar.
En 2021 se subió varias veces al podio, una de ellas tras ganar una carrera en Estambul.

#### Alfa Romeo (2022-2023)
Tras estar cinco temporadas con Mercedes, Bottas es fichado por Alfa Romeo Racing para disputar la temporada 2022.
Más tarde sería renovado su contrato para la temporada 2023 y 2024.
Kick Sauber (2024)
Tras la retirada de Alfa Romeo de la Fórmula 1, la escudería cambió su imagen y nombre a Kick Sauber F1 Team, con Bottas manteniéndose en la escudería y con dificultad para salir de los últimos puestos en el campeonato. El 6 de noviembre de 2024 se hizo oficial que Bottas y Kick Sauber habían acordado terminar su relación profesional de cara a la temporada 2025.
Mercedes Benz (2025)
El 19 de diciembre de 2024 se dio a conocer que Valtteri volvería a ser parte de la familia Mercedes durante el 2025 como piloto de reservas.

## Vida personal
Entre 2010 y 2019, mantuvo una relación con la nadadora olímpica Emilia Pikkarainen. En 2016 la pareja contrajo matrimonio en la iglesia de San Juan, ubicada en Helsinki. Se divorciaron el 29 de noviembre de 2019, alegando Bottas los «desafíos que trae su carrera y su situación de vida».
Actualmente reside en Mónaco, y también posee residencia en su Finlandia natal. Es admirador de la banda punk-rock estadounidense The Offspring.
Desde 2020 hasta día de hoy, su pareja es Tiffany Cromwell, ciclista profesional australiana que compite en el equipo ciclista Canyon SRAM zondacrypto.

## Resumen de carrera
| Temporada | Categoría                                       | Equipo                                 | Carreras          | Victorias         | Poles             | VR                | Podios            | Puntos            | Pos.              |
| --------- | ----------------------------------------------- | -------------------------------------- | ----------------- | ----------------- | ----------------- | ----------------- | ----------------- | ----------------- | ----------------- |
| 2007      | Copa de Europa del Norte de Fórmula Renault 2.0 | Koiranen Bros. Motorsport              | 16                | 2                 | 2                 | 3                 | 6                 | 279               | 3.º               |
| 2007      | Fórmula Renault Británica de Invierno           | AKA Cobra                              | 4                 | 3                 | 0                 | 1                 | 4                 | 0                 | NC†               |
| 2008      | Eurocopa de Fórmula Renault 2.0                 | Motopark Academy                       | 14                | 5                 | 7                 | 4                 | 10                | 139               | 1.º               |
| 2008      | Copa de Europa del Norte de Fórmula Renault 2.0 | Motopark Academy                       | 14                | 12                | 13                | 12                | 12                | 365               | 1.º               |
| 2009      | Fórmula 3 Euroseries                            | ART Grand Prix                         | 20                | 0                 | 2                 | 1                 | 6                 | 62                | 3.º               |
| 2009      | Campeonato de Fórmula 3 Británica               | ART Grand Prix                         | 4                 | 0                 | 0                 | 0                 | 1                 | N/A               | NC†               |
| 2009      | Masters de Fórmula 3                            | ART Grand Prix                         | 1                 | 1                 | 1                 | 1                 | 1                 | N/A               | 1.º               |
| 2009      | Gran Premio de Macao                            | ART Grand Prix                         | 1                 | 0                 | 0                 | 0                 | 0                 | N/A               | 5.º               |
| 2010      | Fórmula 3 Euroseries                            | ART Grand Prix                         | 18                | 2                 | 1                 | 4                 | 8                 | 74                | 3.º               |
| 2010      | Masters de Fórmula 3                            | ART Grand Prix                         | 1                 | 1                 | 0                 | 0                 | 1                 | N/A               | 1.º               |
| 2010      | Gran Premio de Macao                            | Prema Powerteam                        | 1                 | 0                 | 0                 | 0                 | 1                 | N/A               | 3.º               |
| 2010      | Fórmula 1                                       | AT&T Williams                          | Piloto de pruebas | Piloto de pruebas | Piloto de pruebas | Piloto de pruebas | Piloto de pruebas | Piloto de pruebas | Piloto de pruebas |
| 2011      | GP3 Series                                      | Lotus ART                              | 16                | 4                 | 1                 | 3                 | 7                 | 62                | 1.º               |
| 2011      | Campeonato de Fórmula 3 Británica               | Double R                               | 3                 | 1                 | 0                 | 1                 | 1                 | 17                | 17.º              |
| 2011      | Gran Premio de Macao                            | Double R                               | 1                 | 0                 | 0                 | 0                 | 0                 | N/A               | NC                |
| 2011      | Fórmula 1                                       | AT&T Williams                          | Piloto de pruebas | Piloto de pruebas | Piloto de pruebas | Piloto de pruebas | Piloto de pruebas | Piloto de pruebas | Piloto de pruebas |
| 2012      | Fórmula 1                                       | Williams F1 Team                       | Piloto de pruebas | Piloto de pruebas | Piloto de pruebas | Piloto de pruebas | Piloto de pruebas | Piloto de pruebas | Piloto de pruebas |
| 2013      | Fórmula 1                                       | Williams F1 Team                       | 19                | 0                 | 0                 | 0                 | 0                 | 4                 | 17.º              |
| 2014      | Fórmula 1                                       | Williams Martini Racing                | 19                | 0                 | 0                 | 1                 | 6                 | 186               | 4.º               |
| 2015      | Fórmula 1                                       | Williams Martini Racing                | 19                | 0                 | 0                 | 0                 | 2                 | 136               | 5.º               |
| 2016      | Fórmula 1                                       | Williams Martini Racing                | 21                | 0                 | 0                 | 0                 | 1                 | 85                | 8.º               |
| 2017      | Fórmula 1                                       | Mercedes-AMG Petronas Motorsport       | 20                | 3                 | 4                 | 2                 | 13                | 305               | 3.º               |
| 2018      | Fórmula 1                                       | Mercedes-AMG Petronas Motorsport       | 21                | 0                 | 2                 | 6                 | 8                 | 247               | 5.º               |
| 2019      | Fórmula 1                                       | Mercedes-AMG Petronas Motorsport       | 21                | 4                 | 5                 | 6                 | 15                | 326               | 2.º               |
| 2020      | Fórmula 1                                       | Mercedes-AMG Petronas Formula One Team | 17                | 2                 | 5                 | 2                 | 11                | 223               | 2.º               |
| 2021      | Fórmula 1                                       | Mercedes-AMG Petronas Formula One Team | 22                | 1                 | 4                 | 4                 | 11                | 226               | 3.º               |
| 2021      | Fórmula 1                                       | Alfa Romeo Racing ORLEN                | Piloto de pruebas | Piloto de pruebas | Piloto de pruebas | Piloto de pruebas | Piloto de pruebas | Piloto de pruebas | Piloto de pruebas |
| 2022      | Fórmula 1                                       | Alfa Romeo F1 Team ORLEN               | 22                | 0                 | 0                 | 0                 | 0                 | 49                | 10.º              |
| 2023      | Fórmula 1                                       | Alfa Romeo F1 Team Stake               | 18                | 0                 | 0                 | 0                 | 0                 | 10                | 15.º              |
| 2023      | Fórmula 1                                       | Alfa Romeo F1 Team Kick                | 4                 | 0                 | 0                 | 0                 | 0                 | 10                | 15.º              |
| 2024      | Fórmula 1                                       | Stake F1 Team Kick Sauber              | 20                | 0                 | 0                 | 0                 | 0                 | 0                 | 22.º              |
| 2024      | Fórmula 1                                       | Kick Sauber F1 Team                    | 4                 | 0                 | 0                 | 0                 | 0                 | 0                 | 22.º              |
| Fuente:   |                                                 |                                        |                   |                   |                   |                   |                   |                   |                   |

- † Bottas fue piloto invitado, por lo tanto no fue apto para sumar puntos.

### Victorias en Fórmula 1
| N.º | Fecha                    | Gran Premio                       | Constructor | Posición de salida | Total |
| --- | ------------------------ | --------------------------------- | ----------- | ------------------ | ----- |
| 2   | 9 de julio de 2017       | Gran Premio de Austria            | Mercedes    | 1                  | 10    |
| 2   | 5 de julio de 2020       | Gran Premio de Austria            | Mercedes    | 1                  | 10    |
| 2   | 30 de abril de 2017      | Gran Premio de Rusia              | Mercedes    | 3                  | 10    |
| 2   | 27 de septiembre de 2020 | Gran Premio de Rusia              | Mercedes    | 3                  | 10    |
| 1   | 26 de noviembre de 2017  | Gran Premio de Abu Dabi           | Mercedes    | 1                  | 10    |
| 1   | 17 de marzo de 2019      | Gran Premio de Australia          | Mercedes    | 2                  | 10    |
| 1   | 28 de abril de 2019      | Gran Premio de Azerbaiyán         | Mercedes    | 1                  | 10    |
| 1   | 13 de octubre de 2019    | Gran Premio de Japón              | Mercedes    | 3                  | 10    |
| 1   | 3 de noviembre de 2019   | Gran Premio de los Estados Unidos | Mercedes    | 1                  | 10    |
| 1   | 10 de octubre de 2021    | Gran Premio de Turquía            | Mercedes    | 1                  | 10    |

### Pole positionsen Fórmula 1
| N.º     | Año  | Gran Premio                        | Constructor | Circuito                           | Total |
| ------- | ---- | ---------------------------------- | ----------- | ---------------------------------- | ----- |
| 3       | 2017 | Gran Premio de Austria             | Mercedes    | Red Bull Ring                      | 20    |
| 3       | 2018 | Gran Premio de Austria             | Mercedes    | Red Bull Ring                      | 20    |
| 3       | 2020 | Gran Premio de Austria             | Mercedes    | Red Bull Ring                      | 20    |
| 1       | 2017 | Gran Premio de Baréin              | Mercedes    | Circuito Internacional de Baréin   | 20    |
| 1       | 2017 | Gran Premio de Brasil              | Mercedes    | Autódromo José Carlos Pace         | 20    |
| 1       | 2017 | Gran Premio de Abu Dabi            | Mercedes    | Circuito Yas Marina                | 20    |
| 1       | 2018 | Gran Premio de Rusia               | Mercedes    | Autódromo de Sochi                 | 20    |
| 1       | 2019 | Gran Premio de China               | Mercedes    | Circuito Internacional de Shanghái | 20    |
| 1       | 2019 | Gran Premio de Azerbaiyán          | Mercedes    | Circuito callejero de Bakú         | 20    |
| 1       | 2019 | Gran Premio de España              | Mercedes    | Circuito de Barcelona-Cataluña     | 20    |
| 1       | 2019 | Gran Premio de Gran Bretaña        | Mercedes    | Circuito de Silverstone            | 20    |
| 1       | 2020 | Gran Premio del 70.º Aniversario   | Mercedes    | Circuito de Silverstone            | 20    |
| 1       | 2019 | Gran Premio de los Estados Unidos  | Mercedes    | Circuito de Austin                 | 20    |
| 1       | 2020 | Gran Premio de Eifel               | Mercedes    | Nürburgring                        | 20    |
| 1       | 2020 | Gran Premio de Emilia-Romaña       | Mercedes    | Autodromo Enzo e Dino Ferrari      | 20    |
| 1       | 2020 | Gran Premio de Sakhir              | Mercedes    | Circuito Internacional de Baréin   | 20    |
| 1       | 2021 | Gran Premio de Portugal            | Mercedes    | Autódromo Internacional do Algarve | 20    |
| 1       | 2021 | Gran Premio de Turquía             | Mercedes    | Circuito de Estambul               | 20    |
| 1       | 2021 | Gran Premio de la Ciudad de México | Mercedes    | Autódromo Hermanos Rodríguez       | 20    |
| 1       | 2021 | Gran Premio de São Paulo           | Mercedes    | Autódromo José Carlos Pace         | 20    |
| Fuente: |      |                                    |             |                                    |       |

### Vueltas rápidas en Fórmula 1
| N.º     | Años | Gran Premio                        | Constructor       | Circuito                           | Total |
| ------- | ---- | ---------------------------------- | ----------------- | ---------------------------------- | ----- |
| 3*      | 2014 | Gran Premio de Rusia               | Williams-Mercedes | Autódromo de Sochi                 | 19    |
| 3*      | 2018 | Gran Premio de Rusia               | Mercedes          | Autódromo de Sochi                 | 19    |
| 3*      | 2020 | Gran Premio de Rusia               | Mercedes          | Autódromo de Sochi                 | 19    |
| 2       | 2018 | Gran Premio de Baréin              | Mercedes          | Circuito Internacional de Baréin   | 19    |
| 2       | 2021 | Gran Premio de Baréin              | Mercedes          | Circuito Internacional de Baréin   | 19    |
| 1       | 2017 | Gran Premio de Japón               | Mercedes          | Circuito de Suzuka                 | 19    |
| 1       | 2017 | Gran Premio de Abu Dabi            | Mercedes          | Circuito Yas Marina                | 19    |
| 1       | 2018 | Gran Premio de Azerbaiyán          | Mercedes          | Circuito callejero de Bakú         | 19    |
| 1       | 2018 | Gran Premio de Francia             | Mercedes          | Circuito Paul Ricard               | 19    |
| 1       | 2018 | Gran Premio de Bélgica             | Mercedes          | Circuito de Spa-Francorchamps      | 19    |
| 1       | 2018 | Gran Premio de México              | Mercedes          | Autódromo Hermanos Rodríguez       | 19    |
| 1       | 2018 | Gran Premio de Brasil              | Mercedes          | Circuito de Interlagos             | 19    |
| 1       | 2019 | Gran Premio de Australia           | Mercedes          | Circuito de Albert Park            | 19    |
| 1       | 2019 | Gran Premio de Canadá              | Mercedes          | Circuito de Montreal               | 19    |
| 1       | 2019 | Gran Premio de Brasil              | Mercedes          | Circuito de Interlagos             | 19    |
| 1       | 2020 | Gran Premio de España              | Mercedes          | Circuito de Barcelona-Cataluña     | 19    |
| 1       | 2021 | Gran Premio de Portugal            | Mercedes          | Autódromo Internacional do Algarve | 19    |
| 1       | 2021 | Gran Premio de Turquía             | Mercedes          | Circuito de Estambul               | 19    |
| 1       | 2021 | Gran Premio de la Ciudad de México | Mercedes          | Autódromo Hermanos Rodríguez       | 19    |
| Fuente: |      |                                    |                   |                                    |       |

- (*) Posee más vueltas rápidas en ese Circuito/Gran Premio.

## Resultados

### Fórmula 3 Euroseries
(Clave) (negrita indica pole position) (cursiva indica vuelta rápida)

| Año  | Equipo         | Chasis           | Motor    | 1         | 2        | 3       | 4        | 5        | 6         | 7       | 8       | 9       | 10      | 11      | 12        | 13      | 14       | 15      | 16        | 17       | 18        | 19      | 20      | Pos. | Puntos |
| ---- | -------------- | ---------------- | -------- | --------- | -------- | ------- | -------- | -------- | --------- | ------- | ------- | ------- | ------- | ------- | --------- | ------- | -------- | ------- | --------- | -------- | --------- | ------- | ------- | ---- | ------ |
| 2009 | ART Grand Prix | Dallara F308/009 | Mercedes | HOC 1 Ret | HOC 2 16 | LAU 1 2 | LAU 2 13 | NOR 1 12 | NOR 2 Ret | ZAN 1 2 | ZAN 2 6 | OSC 1 2 | OSC 2 8 | NÜR 1 2 | NÜR 2 4   | BRH 1 2 | BRH 2 15 | CAT 1 4 | CAT 2 6   | DIJ 1 16 | DIJ 2 Ret | HOC 1 2 | HOC 2 5 | 3.º  | 62     |
| 2010 | ART Grand Prix | Dallara F308/026 | Mercedes | LEC 1 9   | LEC 2 6  | HOC 1 3 | HOC 2 5  | VAL 1 2  | VAL 2 4   | NOR 1 3 | NOR 2 1 | NÜR 1 6 | NÜR 2 7 | ZAN 1 2 | ZAN 2 Ret | BRH 1 4 | BRH 2 4  | OSC 1   | OSC 2 11† | HOC 1 2  | HOC 2 3   |         |         | 3.º  | 74     |

- † El piloto no finalizó la carrera, pero se clasificó al completar el 90% de la distancia total.

### GP3 Series
(Clave) (negrita indica pole position) (cursiva indica vuelta rápida puntuable)
| Año  | Escudería | 1   | 1   | 2   | 2   | 3   | 3   | 4   | 4   | 5   | 5   | 6   | 6   | 7   | 7   | 8   | 8   | Pos. | Puntos | Ref.   |
| ---- | --------- | --- | --- | --- | --- | --- | --- | --- | --- | --- | --- | --- | --- | --- | --- | --- | --- | ---- | ------ | ------ |
| 2011 | Lotus ART | EST | EST | BAR | BAR | VAL | VAL | SIL | SIL | NÜR | NÜR | BUD | BUD | SPA | SPA | MNZ | MNZ | 1.º  | 62     | [ 38 ] |
| 2011 | Lotus ART | 4   | 8   | 10  | 7   | 7   | 3   | 15  | 12  | 3   | 1   | 1   | 2   | 1   | 19  | 1   | 17  | 1.º  | 62     | [ 38 ] |

### Fórmula 1
(Clave) (negrita indica pole position) (cursiva indica vuelta rápida)

| Año     | Escudería                              | 1       | 2       | 3      | 4       | 5       | 6       | 7      | 8      | 9       | 10      | 11      | 12     | 13      | 14      | 15      | 16      | 17     | 18     | 19      | 20      | 21      | 22     | 23     | 24      | Pos. | Puntos |
| ------- | -------------------------------------- | ------- | ------- | ------ | ------- | ------- | ------- | ------ | ------ | ------- | ------- | ------- | ------ | ------- | ------- | ------- | ------- | ------ | ------ | ------- | ------- | ------- | ------ | ------ | ------- | ---- | ------ |
| 2012    | Williams F1 Team                       | AUS     | MYS TD  | CHN TD | BHR TD  | ESP TD  | MON     | CAN    | EUR TD | GBR TD  | GER TD  | HUN TD  | BEL TD | ITA TD  | SIN     | JPN TD  | RCO TD  | IND TD | ABU TD | USA     | BRA TD  |         |        |        |         |      |        |
| 2013    | Williams F1 Team                       | AUS 14  | MYS 11  | CHN 13 | BHR 14  | ESP 16  | MON 12  | CAN 14 | GBR 12 | GER 16  | HUN Ret | BEL 15  | ITA 15 | SIN 13  | RCO 12  | JPN 17  | IND 16  | ABU 15 | USA 8  | BRA Ret |         |         |        |        |         | 17.º | 4      |
| 2014    | Williams Martini Racing                | AUS 5   | MYS 8   | BHR 8  | CHN 7   | ESP 5   | MON Ret | CAN 7  | AUT 3  | GBR 2   | GER 2   | HUN 8   | BEL 3  | ITA 4   | SIN 11  | JPN 6   | RUS 3   | USA 5  | BRA 10 | ABU 3   |         |         |        |        |         | 4.º  | 186    |
| 2015    | Williams Martini Racing                | AUS DNS | MYS 5   | CHN 6  | BHR 4   | ESP 4   | MON 14  | CAN 3  | AUT 5  | GBR 5   | HUN 13  | BEL 9   | ITA 4  | SIN 5   | JPN 5   | RUS 12† | USA Ret | MEX 3  | BRA 5  | ABU 13  |         |         |        |        |         | 5.º  | 136    |
| 2016    | Williams Martini Racing                | AUS 8   | BHR 9   | CHN 10 | RUS 4   | ESP 5   | MON 12  | CAN 3  | EUR 6  | AUT 9   | GBR 14  | HUN 9   | GER 9  | BEL 8   | ITA 6   | SIN Ret | MYS 5   | JPN 10 | USA 16 | MEX 8   | BRA 11  | ABU Ret |        |        |         | 8.º  | 85     |
| 2017    | Mercedes-AMG Petronas Motorsport       | AUS 3   | CHN 6   | BHR 3  | RUS 1   | ESP Ret | MON 4   | CAN 2  | AZE 2  | AUT 1   | GBR 2   | HUN 3   | BEL 5  | ITA 2   | SIN 3   | MYS 5   | JPN 4   | USA 5  | MEX 2  | BRA 2   | ABU 1   |         |        |        |         | 3.º  | 305    |
| 2018    | Mercedes-AMG Petronas Motorsport       | AUS 8   | BHR 2   | CHN 2  | AZE 14† | ESP 2   | MON 5   | CAN 2  | FRA 7  | AUT Ret | GBR 4   | GER 2   | HUN 5  | BEL 4   | ITA 3   | SIN 4   | RUS 2   | JPN 2  | USA 5  | MEX 5   | BRA 5   | ABU 5   |        |        |         | 5.º  | 247    |
| 2019    | Mercedes-AMG Petronas Motorsport       | AUS 1   | BHR 2   | CHN 2  | AZE 1   | ESP 2   | MON 3   | CAN 4  | FRA 2  | AUT 3   | GBR 2   | GER Ret | HUN 8  | BEL 3   | ITA 2   | SIN 5   | RUS 2   | JPN 1  | MEX 3  | USA 1   | BRA Ret | ABU 4   |        |        |         | 2.º  | 326    |
| 2020    | Mercedes-AMG Petronas Formula One Team | AUT 1   | EST 2   | HUN 3  | GBR 11  | 70A 3   | ESP 3   | BEL 2  | ITA 5  | TOS 2   | RUS 1   | EIF Ret | POR 2  | EMI 2   | TUR 14  | BHR 8   | SAK 8   | ABU 2  |        |         |         |         |        |        |         | 2.º  | 223    |
| 2021    | Mercedes-AMG Petronas Formula One Team | BHR 3   | EMI Ret | POR 3  | ESP 3   | MON Ret | AZE 12  | FRA 4  | EST 3  | AUT 2   | GBR 3   | HUN Ret | BEL 12 | NED 3   | ITA 31  | RUS 5   | TUR 1   | USA 6  | MEX 15 | SÃO 31  | QAT Ret | ARA 3   | ABU 6  |        |         | 3.º  | 226    |
| 2022    | Alfa Romeo F1 Team ORLEN               | BHR 6   | ARA Ret | AUS 8  | EMI 57  | MIA 7   | ESP 6   | MON 9  | AZE 11 | CAN 7   | GBR Ret | AUT 11  | FRA 14 | HUN 20† | BEL Ret | NED Ret | ITA 13  | SIN 11 | JPN 15 | USA Ret | MEX 10  | SÃO 9   | ABU 15 |        |         | 10.º | 49     |
| 2023    | Alfa Romeo F1 Team Stake               | BHR 8   | ARA 18  |        | AZE 18  | MIA 13  | MON 11  |        | CAN 10 | AUT 15  | GBR 12  | HUN 12  |        | NED 14  | ITA 10  | SIN Ret | JPN Ret |        | USA 12 | MEX 15  | SÃO Ret | LVG 17  | ABU 19 |        |         | 15.º | 10     |
| 2023    | Alfa Romeo F1 Team Kick                |         |         | AUS 11 |         |         |         | ESP 19 |        |         |         |         | BEL 12 |         |         |         |         | QAT 8  |        |         |         |         |        |        |         | 15.º | 10     |
| 2024    | Stake F1 Team Kick Sauber              | BHR 19  | ARA 17  |        | JPN 14  | CHN Ret | MIA 16  | EMI 18 | MON 13 | CAN 13  |         | AUT 16  | GBR 15 | HUN 16  |         | NED 19  | ITA 16  | AZE 16 | SIN 16 | USA 17  | MEX 14  | SÃO 13  | LVG 18 |        | ABU Ret | 22.º | 0      |
| 2024    | Kick Sauber F1 Team                    |         |         | AUS 14 |         |         |         |        |        |         | ESP 16  |         |        |         | BEL 15  |         |         |        |        |         |         |         |        | QAT 11 |         | 22.º | 0      |
| Fuente: |                                        |         |         |        |         |         |         |        |        |         |         |         |        |         |         |         |         |        |        |         |         |         |        |        |         |      |        |